# Schiffbruch der Seelen
Schiffbruch der Seelen (orig. Souls at Sea) ist ein US-amerikanischer Abenteuerfilm von Henry Hathaway aus dem Jahr 1937 mit Gary Cooper und George Raft in den Hauptrollen.

## Handlung
Das Jahr 1842: Michael „Nuggin“ Taylor wird von einem Gericht verurteilt, weil er bei einem Schiffsuntergang zwar mehr als einem Dutzend Menschen das Leben rettete, jedoch den Tod von weit mehr Menschen billigend in Kauf nahm, u. a. als er sie aus dem überfüllten einzigen Rettungsboot stieß. Als Nuggin aus dem Saal geführt wird, tritt der Brite Barton Woodley vor den Richter und bittet, im Auftrag der Königin von England die Hintergründe Nuggins aufzudecken:
Nuggin ist mit seinem Freund Powdah als Schiffmann auf einem Sklavenschiff angeheuert. Als die Sklaven den bestialischen Kapitän unter Deck ziehen und dabei lebensgefährlich verletzen, gibt der sterbende Kapitän Nuggin und Powdah Anweisungen, wie das Schiff weiter zu steuern sei. Obwohl die Sklaverei offiziell abgeschafft ist, werden Sklaven illegal unter fremder Flagge nach Amerika gebracht. Die britische Marine wiederum geht aktiv gegen die Sklavenschiffe vor und patrouilliert die Gewässer. Nuggin schlägt vor, vom Kurs des verstorbenen Kapitäns abzuweichen und sich unmittelbar in der Nähe eines Patrouilleschiffes zu halten, werde man so doch nie verdächtig. Der arglose Powdah stimmt zu und wenig später befindet sich das Schiff in den Händen der Engländer. Powdah und Nuggin werden nach Liverpool gebracht. Die Sklaven sind verschwunden und Nuggin gibt zu Protokoll, dass er sie bei einem Zwischenhalt in die Freiheit entlassen habe. Der britische Lieutenant Stanley Tarryton weiß, dass der Kapitän vor seinem Tod Anweisungen für ihn gegeben haben muss, engagiert er sich doch heimlich im Sklavenhandel. Er fragt Nuggin aus. Der wiederum weiß nun, dass Stanley falschspielt.
Nuggins Fall wirft bei den Briten Fragen auf: Mehrfach war er auf Sklavenschiffen als Matrose angestellt, die nie ihr Ziel erreichten. Mal brach an Deck ein Feuer aus, mal ging das Schiff leck. Immer konnten die Sklaven entkommen. Barton Woodley erkennt, dass Nuggin ein Gegner der Sklaverei ist und engagiert ihn für England: Er soll als öffentlich bereits bekannter Anhänger der Sklaverei verdeckt Routen der Sklavenschiffe manipulieren und sie so den Briten ausliefern. Angetan stimmt Nuggins zu. Er geht mit Powdah an Bord des Schiffes William Brown. Hier trifft er eine Frau wieder, die ihm schon an Land in Liverpool positiv aufgefallen war: Die junge Margaret ist die Schwester von Stanley Tarryton, der wiederum die beginnende Beziehung zwischen Nuggin und Margaret mit aller Macht zerstören will. Powdah hat sich unterdessen in die ehemalige Kammerzofe Babsie verliebt und versucht ungeschickt, um sie zu werben.
Nuggin weiß, dass Stanley das Schiff zu einem Zwischenstopp bringen will, bei dem die Sklaven an Bord gehen sollen. Auch um Margaret zu schützen, macht er Stanley deutlich, dass er diesen Stopp auslassen soll. Stanley erkennt, dass seine Tarnung ans Licht gekommen ist. An Bord bricht durch eine Unachtsamkeit eines Mädchens ein Feuer aus, das bald weite Teile des Schiffes ergreift. Nach einer Explosion an Bord dringt Wasser in das Schiff ein und Babsie stirbt schwer verletzt in Powdahs Armen. Stanley war zum Zeitpunkt des Unglücks in Nuggins Kabine eingedrungen und bedrohte ihn mit einer Pistole. Nach der Explosion konnte Nuggin ihn überwältigen. Er bringt Margaret an Deck und versucht nach dem Tod des Kapitäns, für Ordnung unter den panischen Menschen zu sorgen. Er sichert das einzige Beiboot und lässt die Menschen ruhig einsteigen, wird jedoch vom irrgewordenen Stanley niedergeschlagen. Es kommt zum Zweikampf, an dessen Ende Stanley ums Leben kommt. Nuggin hat das Beiboot aufgefüllt, die sich entsetzt wehrende Margaret hineingesetzt, und will Powdah als letzten dazu bringen, einzusteigen, doch zieht der den Tod bei Babsie vor. Powdah versetzt Nuggin einen Schlag, der ihn ohnmächtig werden lässt, und lässt ihn ins Boot tragen. Nun stürmen sämtliche noch an Bord des sinkenden Schiffes befindlichen Passagiere das Beiboot, das beinahe kentert. Als Nuggin erwacht, stößt er einen Teil der Menschen ins Wasser, um den Rest sicher an Land bringen zu können.
Barton Woodley schließt, dass durch Nuggins Einsatz und seine Berichte nach der Rettung der Passagiere die Briten weite Teile des afrikanischen Sklavenhandels zum Erliegen bringen konnten. Er dankt Nuggin im Gerichtssaal im Namen der Königin für seinen Einsatz. Das Gericht entscheidet auf Antrag, dass der Prozess neu aufgerollt werden wird. Auch Margaret, die der Verhandlung beiwohnte, weiß nun, warum Nuggin so handeln musste, und es kommt zur Versöhnung.

## Synchronisation
Es existieren zwei deutsche Synchronfassungen, die erste entstand bei der Paramount Synchronabteilung, Berlin. Gerd D'Haussonville führte Dialogregie. Die zweite entstand bei der Berliner Synchron. Fritz A. Koeniger schrieb das Dialogbuch und Albert Baumeister führte Regie.
| Figur                     | Darsteller         | Deutscher Sprecher    | Deutscher Sprecher (1953) |
| ------------------------- | ------------------ | --------------------- | ------------------------- |
| Michael „Nuggin“ Taylor   | Gary Cooper        | Siegfried Schürenberg | Peter Pasetti             |
| Powdah                    | George Raft        | Harry Frank           | Klaus Miedel              |
| Margaret Tarryton         | Frances Dee        | Hertha Scheel         | Sigrid Lagemann           |
| Lt. Stanley Tarryton      | Henry Wilcoxon     | Oskar Schättiger      | Erich Schellow            |
| Kapitän der William Brown | Harry Carey Sr.    |                       | Eduard Wandrey            |
| Babsie                    | Olympe Bradna      | Eva-Maria Brock       |                           |
| Staatsanwalt              | Porter Hall        |                       | Hans Hessling             |
| Barton Woodley            | George Zucco       |                       | Siegfried Schürenberg     |
| Gaston de Bastonet        | Joseph Schildkraut |                       | Erich Fiedler             |

## Produktion
Schiffbruch der Seelen basiert lose auf einer wahren Begebenheit des Jahres 1841. Das Schiff William Brown sank dabei, nachdem es einen Eisberg gerammt hatte. Eines der beiden Beiboote war so stark überladen, dass es zu kentern drohte, woraufhin Teile der Crew 16 Passagiere von Bord stießen, um den Rest zu retten. Eines der Crewmitglieder, Alexander Holmes, musste sich daraufhin wegen Mordes verantworten und wurde schließlich wegen Totschlags zu einer Gefängnisstrafe von sechs Monaten und 20 Dollar Strafe verurteilt. Die Filme Die Angst hat tausend Namen (1957) und der US-amerikanische Fernsehfilm The Last Survivors (1975) nahmen sich des Themas ebenfalls an.
Schiffbruch der Seelen entstand in den Paramount Studios und erlebte am 9. August 1937 in New York City seine Premiere. Am 13. Juli 1939 lief er erstmals in Deutschland an und wurde am 4. September 1953 in Deutschland wiederaufgeführt.

## Rezeption
„Routiniert inszenierter, weitgehend spannender Abenteuerfilm, der jedoch die Erörterung des moralischen Konflikts zugunsten von Actionszenen vernachlässigt.“

Der Spiegel nannte das „Hochsee-Drama […] eine belanglose Fließbandarbeit von Henry Hathaway.“
Bei der Oscarverleihung 1938 war Schiffbruch der Seelen für drei Oscars nominiert, konnte jedoch keinen der Preise gewinnen:
- Hal Walker – Beste Regieassistenz
- Hans Dreier, Roland Anderson – Bestes Szenenbild
- Boris Morros – Beste Filmmusik